# Sébastien Mazure
Sébastien Mazure, né le 20 mars 1979 à Paris, est un footballeur français, devenu entraîneur à un niveau régional. 
La carrière de cet attaquant, formé au Havre AC, est gâchée par les blessures à répétition. Il connaît son apogée sportif avec le Stade Malherbe Caen lors de la saison 2004-2005 durant laquelle il termine meilleur buteur de son club. Après une saison à l'AS Saint-Étienne, il revient au SM Caen avec lequel il dispute son dernier match professionnel le 9 février 2008, à seulement 28 ans.

## Carrière

### Joueur
Sébastien Mazure effectue ses gammes à Savigny-sur-Orge avant de rejoindre la post-formation du Havre AC en 1998, à 19 ans. Il reste trois saisons en Haute-Normandie avec, en prime, un titre de champion de CFA et un contrat professionnel. Grand espoir au Havre, Mazure fait le choix de rejoindre Caen en 2001.
En 2001, pratiquement novice, il signe au SM Caen, en Division 2. Après une saison et demie d'apprentissage et malgré les premières blessures qui réduisent son temps de jeu, il s'impose comme un titulaire à la pointe de l'attaque à partir de l'hiver 2002-2003. Auteur de dix buts lors des quinze dernières rencontres, il aide largement le club à remonter de la 19e à la 6e place au classement. La saison suivante ressemble beaucoup à la précédente : blessé à l'automne 2003, il inscrit dix buts lors de la deuxième partie de saison, contribuant ainsi largement à la deuxième place du SM Caen et sa promotion en Ligue 1. 
La saison 2004-2005 est celle de son apogée sportif, alors que son club évolue au plus haut niveau. Il joue son premier match en Ligue 1 le 7 août 2004 contre le FC Istres (1-1) et y marque son premier but le 11 septembre 2004 contre le RC Lens (1-0). Relativement épargné par les blessures, il inscrit treize buts, souvent décisifs, en championnat : il permet notamment à Caen de l'emporter face au RC Lens (deux fois 1-0), à Metz (2-1), face à l'Olympique lyonnais (1-0), à Nice (1-0). Alors que la situation sportive du club est devenue critique, il joue un grand rôle lors des trois victoires obtenues d'affilée à Marseille, contre Saint-Étienne et à Toulouse, qui permettent au club d'espérer un maintien jusqu'à la dernière journée. Il est également buteur en demi-finale et finale de la Coupe de la Ligue, perdue face au RC Strasbourg (2-1). Il termine la saison de Ligue 1 au quatrième rang du classement des meilleurs buteurs.
Le club normand étant relégué en Ligue 2, il rejoint l'AS Saint-Étienne en juin 2005 contre une indemnité estimée à 2 millions d'euros, dans l'espoir de confirmer ses bonnes performances, tandis que Lilian Compan fait le chemin inverse. Cependant, Mazure est rapidement sujet à de nouvelles blessures et ne dispute que vingt bouts de matchs, ne marquant qu'un seul but. 
Il revient alors au Stade Malherbe, qui entame sa seconde saison en Ligue 2. Jouant légèrement plus bas que les saisons précédentes, il est titulaire lors de la première partie de saison aux côtés de Lilian Compan et Yoan Gouffran mais se blesse de nouveau en février, ce qui lui fait manquer les trois derniers mois de compétition. Alors que le club est de retour en Ligue 1 la saison suivante, ses pépins physiques de plus en plus fréquents et l'éclosion des jeunes Yoan Gouffran et Elliot Grandin lui laissent de moins en moins de place en attaque. Sa saison 2008-2009 est particulièrement difficile : blessé toute la saison, il ne joue pas une seule seconde en Ligue 1 et ne participe qu'à sept matchs de l'équipe réserve. 
En fin de contrat en 2009, il met un terme à sa carrière professionnelle et s'engage avec le club de RSG Courseulles-sur-Mer, dans l'objectif de retrouver le plaisir de jouer.  

### Reconversion
Entre juillet 2011 et mai 2012 Mazure commente les matchs de Ligue 2 le samedi sur la chaîne payante CFoot. 
Il devient en 2012 entraîneur du club de Saint-Germain Courseulles, qu'il mène en Division d'honneur. Son équipe dispute face à l'En avant Guingamp un 7e tour de la coupe de France en novembre 2012, et remporte la coupe de Basse-Normandie en fin de saison au stade d'Ornano. Après six ans à Courseulles, il est l'entraîneur au FC Baie de l'Orne à Ranville, jusqu'en 2022.
Il est nommé entraîneur du Bayeux FC pour la saison 2022-2023 en Régional 1, et quitte le poste à l'été 2024.

## Statistiques
| Saison                | Club                  | Championnat           | Championnat | Championnat | Coupe nationale | Coupe nationale | Coupe de la Ligue | Coupe de la Ligue | Compétition(s) continentale(s) | Compétition(s) continentale(s) | Compétition(s) continentale(s) | Total | Total |
| Saison                | Club                  | Division              | M.          | B.          | M.              | B.              | M.                | B.                | Comp.                          | M.                             | B.                             | M.    | B.    |
| 2000-2001             | Le Havre AC           | D2                    | 14          | 0           | 0               | 0               | 2                 | 1                 | -                              | -                              | -                              | 16    | 1     |
| 2001-2002             | SM Caen               | D2                    | 14          | 2           | 0               | 0               | 0                 | 0                 | -                              | -                              | -                              | 14    | 2     |
| 2002-2003             | SM Caen               | D2                    | 25          | 11          | 0               | 0               | 1                 | 0                 | -                              | -                              | -                              | 26    | 11    |
| 2003-2004             | SM Caen               | D2                    | 23          | 10          | 3               | 1               | 0                 | 0                 | -                              | -                              | -                              | 26    | 11    |
| 2004-2005             | SM Caen               | D1                    | 32          | 13          | 2               | 0               | 3                 | 2                 | -                              | -                              | -                              | 37    | 15    |
| 2005-2006             | AS Saint-Étienne      | D1                    | 20          | 1           | 0               | 0               | 1                 | 0                 | CI                             | 4                              | 1                              | 25    | 2     |
| 2006-2007             | SM Caen               | D2                    | 20          | 4           | 1               | 0               | 0                 | 0                 | -                              | -                              | -                              | 21    | 4     |
| 2007-2008             | SM Caen               | D1                    | 10          | 0           | 1               | 0               | 0                 | 0                 | -                              | -                              | -                              | 11    | 0     |
| 2008-2009             | SM Caen               | D1                    | 0           | 0           | 0               | 0               | 0                 | 0                 | -                              | -                              | -                              | 0     | 0     |
| Total sur la carrière | Total sur la carrière | Total sur la carrière | 158         | 41          | 7               | 1               | 7                 | 3                 | -                              | 4                              | 1                              | 176   | 46    |

## Palmarès
- Finaliste de la Coupe de la Ligue 2005 avec le SM Caen
- Vice-champion de France de Ligue 2 : 2004, 2007 (SM Caen)